# Mar-Vell
Capitão Marvel (Mar-Vell) é um personagem de quadrinhos americanos da Marvel Comics. O personagem apareceu pela primeira vez em Marvel Super-Heroes  #12 (Dezembro de 1967) e foi criado pelo escritor-editor Stan Lee e pelo desenhista Gene Colan.
O personagem estreou durante a Era de prata das histórias em quadrinhos americanas e fez muitas aparições desde então, incluindo uma série auto-intitulado e o segundo volume da série Marvel Spotlight. Capitão Marvel ficou em 24º lugar na lista "The Top 50 Avengers" do IGN  e já apareceu em séries de televisão e videogames.
Mar-Vell/Dra. Wendy Lawson é interpretada por Annette Bening no filme Captain Marvel do Universo Cinematográfico Marvel.

## Histórico
De 1940 a 1953, a Fawcett Comics publicou quadrinhos com seu personagem popular Capitão Marvel, e assim manteve a marca registrada com o nome de "Captain Marvel". Fawcett deixou de publicar os quadrinhos em 1953 devido a um processo de violação de direitos autorais movido pela DC Comics em 1951, e sua marca registrada desapareceu ostensivamente. Aproveitando essa situação, a Marvel estreou seu novo personagem chamado "Captain Marvel" em 1967 e rapidamente registrou o nome. A Marvel não foi a primeira empresa a tentar capitalizar a marca registrada de Fawcett; em 1966, a pequena editora M.F. Enterprises lançou uma curta série Captain Marvel, criado por Carl Burgos.  Devido ao título que continha o nome da empresa, a Marvel havia convencido a M.F. Enterprises a cessar sua série Captain Marvel depois de cinco edições, pagando M.F. um acordo de US$ 4.500.
O personagem da Marvel estreou como o protagonista em Marvel Super-Heroes #12 (dezembro de 1967), escrito por Stan Lee e ilustrado por Gene Colan. Embora geralmente creditado como cocriador, Colan não teve nenhum envolvimento com a concepção do Capitão Marvel, e de fato expressou uma intensa antipatia pelo personagem e especialmente seu traje original branco e verde: "Foi horrível - apenas uma imitação de qualquer um os outros personagens fantasiados que eu já fiz.".
Pouco tempo depois, o Capitão Marvel recebeu sua própria série, começando com Captain Marvel #1 (maio de 1968). Essas aparições estabeleceram o Capitão Marvel, ou "Mar-Vell", como um alienígena da raça Kree que veio à Terra como espião antes de se identificar com seus vizinhos humanos. A série falhou em se registrar com os leitores, e foi renovada pelo roteirista Roy Thomas e Gil Kane na edição 17 (outubro de 1969). O personagem ganhou um novo uniforme, projetado por Kane e a colorista Michelle Robinson, e maiores habilidades. Uma característica adicional da trama foi a introdução do sidekick Rick Jones. Jones e Marvel "compartilharam moléculas", permitindo que apenas um existisse no mundo real de cada vez. Thomas afirmou que a intenção da mudança era criar uma atualização mais voltada para a ficção científica que lembrava o Capitão Marvel original da Fawcett Comics, que também tinha um alter-ego que não poderia coexistir com o super-herói.
A mudança, no entanto, não teve sucesso, e a série foi publicada apenas intermitentemente desde 1969. Foi inicialmente cancelado na edição 21 (agosto de 1970), embora o personagem tenha aparecido no enredo da Guerra Kree-Skrull em Avengers #89 - 97 (junho de 1971 - março de 1972), também escrito por Thomas. A série Captain Marvel recomeçou com a edição 22 (setembro de 1972). O roteirista e desenhista Jim Starlin decidiu renovar o personagem com o número 25 (março de 1973). O historiador de histórias em quadrinhos Les Daniels observou que "em um breve período com a Marvel, que incluiu o trabalho em dois personagens [Capitão Marvel e Adam Warlock ] que nunca haviam feito a sua marca, Starlin conseguiu construir um número considerável de seguidores". a série spin-off, Ms. Marvel, foi lançada em 1977, mas as vendas permaneceram modestas, e a série foi publicada apenas bimestralmente até que foi finalmente cancelada em 1979. A publicação continuada, no entanto, manteve a marca registrada atual. Isso teve o efeito de exigir que a DC Comics, que por enquanto licenciava o Captain Marvel da Fawcett para publicação, imprimisse seus novos quadrinhos sob a marca registrada Shazam! O historiador Don Markstein afirma que "a Marvel não parecia saber muito bem". o que fazer com ele - mas eles colocaram seus quadrinhos a cada dois meses durante a maior parte da década de 1970, apenas para manter sua marca registrada em seu nome."

Quando Captain Marvel foi cancelada com a edição # 62 (maio de 1979), havia cinco edições ainda não publicadas já completas ou quase completas. A série Marvel Spotlight foi revivida com o propósito expresso de publicá-las (especificamente, nas edições # 1-4 e 8). Starlin escreveu a morte de Mar-Vell na primeira graphic novel da Marvel, The Death of Captain Marvel (1982).
Após a morte do personagem, a Marvel publicou vários quadrinhos com novos personagens assumindo o nome de "Capitão Marvel", mantendo assim sua marca registrada no nome. O personagem retornou, embora não em uma capacidade de vida, em enredos em Silver Surfer vol. 3 #63 (março de 1992) e Captain Marvel vol. 5, #5 (março de 2003). A minissérie Capitain Marvel vol. 6, #1–5 (janeiro-junho de 2008) foi lançado como parte do enredo "Invasão Secreta" de 2008 e supostamente anunciou o retorno do personagem, embora tenha sido finalmente revelado que este "Mar-Vell" era um alienígena Skrull.
Mar-Vell foi um dos personagens da minissérie de três edições Chaos War: Dead Avengers de 2011.

## Poderes
Graças a sua fisiologia Kree, Mar-Vell possui superforça, supervelocidade, super resistência, teve essas e outras habilidades físicas aumentadas por Zo, utiliza energia solar para voar, disparar rajadas de energia e adquirir fator de cura regenerativo, invulnerabilidade e aumento de força. Seu maior poder é a Percepção Cósmica, é a capacidade de saber exatamente o que ele precisa saber em dado momento. Isso abrange desde sua localização no universo, até o ponto fraco de um inimigo. Essa habilidade foi concedida a ele pela entidade Eon.

## Outras mídias

### Televisão
- Capitão Marvel aparece em The Super Hero Squad Show no episódio duplo "Another Order of Evil", com a voz de Ty Burrell. Ele é estabelecido como o namorado da Ms. Marvel.
- Marvel aparece nos episódios "459", "Welcome to the Kree Empire", "Assault on 42", "Operation: Galactic Storm" e "Live Kree or Die" de The Avengers: Earth's Mightiest Heroes, com a voz de Roger Craig Smith. Nessa história, ele é um xenobiólogo que vem à Terra para investigar uma anomalia genética, fingindo ser um humano chamado Philip Lawson, mas ficou intrigado pela humanidade e se apaixona por Carol Danvers. Quando um robô Kree avalia a ameaça da Terra para os Kree, ele sacrifica sua identidade falsa para salvar Carol, Vespa e Homem-Formiga, e ao fazê-lo acidentalmente imprime alguns poderes Kree a Carol. Depois que ele e os Vingadores neutralizam a Inteligência Suprema, Mar-Vell se torna o novo líder dos Kree.
- A versão do Universo Cinematográfico Marvel aparece em What If...?, com a voz de Keri Tombazian, sendo parte de um grupo de proto-Vingadores recrutados em 1988 para combater Peter Quill.

### Filmes
Uma versão feminina de Mar-Vell aparece em Captain Marvel, ambientado no Universo Cinematográfico Marvel, interpretada por Annette Bening. Mar-Vell é retratada como uma cientista Kree que deu as costas à guerra genocida de sua espécie com os Skrulls, assumindo a personalidade da Dra. Wendy Lawson, uma cientista humana na Terra dos anos 80 e usando o Tesseract para desenvolver um motor mais rápido que a luz para permitir que os refugiados Skrulls encontrem uma nova casa com segurança. Ela é morta quando uma nave de teste da tecnologia é abatida por Yon-Rogg, e o a explosão do motor então imbui sua piloto Carol Danvers com superpoderes.